# Giacimenti di gas naturale
| №  | Nome del giacimento | Nazione                 | Risorse sfruttabili | Risorse sfruttabili |
| -- | ------------------- | ----------------------- | ------------------- | ------------------- |
| 1  | South Pars          | /                       | 1 235×1012 cu ft    | 35 000 km³          |
| 2  | Urengoj             | Russia (bandiera)       | 222×1012 cu ft      | 6 300 km³           |
| 3  | Yamburg             | Russia (bandiera)       | 138×1012 cu ft      | 3 900 km³           |
| 4  | Hassi R’Mel         | Algeria (bandiera)      | 123×1012 cu ft      | 3 500 km³           |
| 5  | Shtokman            | Russia (bandiera)       | 110×1012 cu ft      | 3 100 km³           |
| 6  | Galkynysh           | Turkmenistan (bandiera) | 98×1012 cu ft       | 2 800 km³           |
| 7  | Zapolyarnoye        | Russia (bandiera)       | 95×1012 cu ft       | 2 700 km³           |
| 8  | Hugoton             | Stati Uniti (bandiera)  | 81×1012 cu ft       | 2 300 km³           |
| 9  | Groningen           | Paesi Bassi (bandiera)  | 73×1012 cu ft       | 2 100 km³           |
| 10 | Bovanenko           | Russia (bandiera)       | 70×1012 cu ft       | 2 000 km³           |
| 11 | Medvezhye           | Russia (bandiera)       | 68×1012 cu ft       | 1 900 km³           |
| 12 | Dauletabad          | Turkmenistan (bandiera) | 49,5×1012 cu ft     | 1 400 km³           |
| 13 | Karachaganak        | Kazakistan (bandiera)   | 48,4×1012 cu ft     | 1 370 km³           |
| 14 | North Pars          | Iran (bandiera)         | 47,2×1012 cu ft     | 1 340 km³           |
| 15 | Kish                | Iran (bandiera)         | 45×1012 cu ft       | 1 300 km³           |
| 16 | Orenburg            | Russia (bandiera)       | 45×1012 cu ft       | 1 300 km³           |
| 17 | Kharsavey           | Russia (bandiera)       | 42×1012 cu ft       | 1 200 km³           |
| 18 | Shah Deniz          | Azerbaigian (bandiera)  | 42×1012 cu ft       | 1 200 km³           |
| 19 | Golshan             | Iran (bandiera)         | 30×1012 cu ft       | 850 km³             |
| 20 | Zohr                | Egitto (bandiera)       | 30×1012 cu ft       | 850 km³             |
| 21 | Tabnak              | Iran (bandiera)         | 22×1012 cu ft       | 620 km³             |
| 22 | Kangan              | Iran (bandiera)         | 20×1012 cu ft       | 570 km³             |

Fonte:

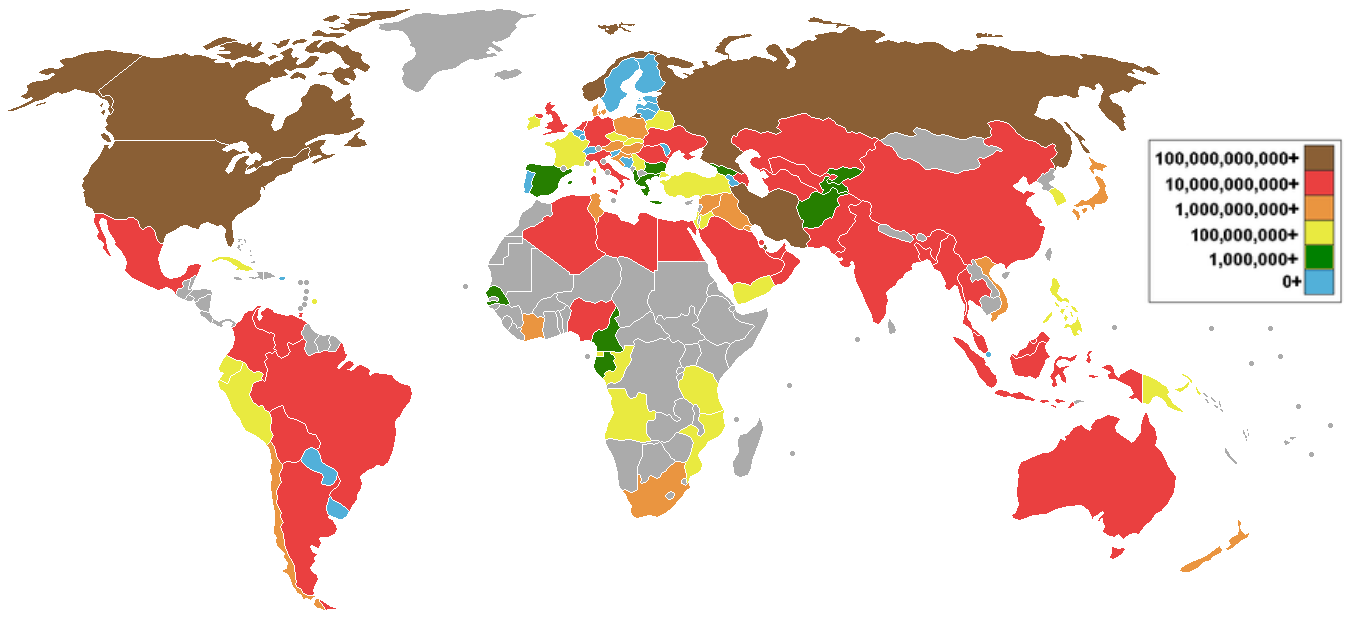
Posizione dei giacimenti

Global Natural Gas Reserves – A Heuristic Viewpoint"